# 管厝乡
管厝乡，是中华人民共和国福建省南平市浦城县下辖的一个乡镇级行政单位。

## 行政区划
管厝乡下辖以下地区：
高源村、口窑村、官田村、溪南村、水坪村、流源村、岩步村、里林村、上村、管厝村、登俊村、党溪村、河源村、叶坞村、榆双村、庆元村、流村、楮林村和珠墩村。